# Cho Jea-Ki
Cho Jea-Ki (en coreano: 조 재기; 17 de marzo de 1950) es un deportista surcoreano que compitió en judo.
Participó en los Juegos Olímpicos de Montreal 1976, obteniendo una medalla de bronce en la categoría abierta. Ganó una medalla de bronce en el Campeonato Mundial de Judo de 1979, y una medalla de bronce en el Campeonato Asiático de Judo de 1974.

## Palmarés internacional
| Juegos Olímpicos    | Juegos Olímpicos     | Juegos Olímpicos  | Juegos Olímpicos |
| Año                 | Lugar                | Medalla           | Categoría        |
| ------------------- | -------------------- | ----------------- | ---------------- |
| 1976                | Montreal (Canadá)    | Medalla de bronce | Abierta          |
| Campeonato Mundial  |                      |                   |                  |
| Año                 | Lugar                | Medalla           | Categoría        |
| 1979                | París (Francia)      | Medalla de bronce | +95 kg           |
| Campeonato Asiático |                      |                   |                  |
| Año                 | Lugar                | Medalla           | Categoría        |
| 1974                | Seúl (Corea del Sur) | Medalla de bronce | Abierta          |